# Lacandonia schismatica
Lacandonia schismatica là một loài thực vật có hoa trong họ Triuridaceae. Loài này được E.Martínez & Ramos miêu tả khoa học đầu tiên năm 1989.